# Крофто, Николай Савельевич
Николай Савельевич Крофто (23 ноября [6 декабря] 1917, Брянская область — 6 июля 1994, там же) — командир сапёрного отделения 446-го стрелкового полка, на момент представления к награждению орденом Славы 1-й степени — младший сержант, впоследствии — старший сержант.

## Биография
Родился 23 ноября (6 декабря) 1917 года в селе Запольские Халеевичи (ныне — Стародубского района Брянской области). Окончил 6 классов. Работал в колхозе.
В Красной Армии и на фронте в Великую Отечественную войну с октября 1943 года. Участвовал в освобождении Белоруссии в ходе Гомельско-Речицкой операции в составе 63-й армии Белорусского фронта; освобождал Украину в ходе Житомирско-Бердичевской операции в составе 13-й армии 1-го Украинского фронта и Полесской операции в составе 47-й армии 2-го Белорусского фронта. С апреля 1944 года воевал в составе 61-й армии. Во время Белорусской стратегической операции в составе 1-го Белорусского фронта участвовал в освобождении Брестской области, в сентябре 1944 года воевал на рижском направлении, в октябре 1944 года участвовал в боях по блокированию курляндской группировки противника. С декабря 1944 года в составе 1-го Белорусского фронта участвовал в Варшавско-Познанской, Восточно-Померанской и Берлинской операциях. В боях показывал образцы высокой выучки и мужества.
Сапёр 446-го стрелкового полка ефрейтор Крофто в боях 7-14 июля 1944 года восточнее города Пинск под огнём противника проделывал проходы в минных полях и сопровождал через них наступающую пехоту. Только в районе станции Городище он обезвредил 27 фугасов и 6 противопехотных мин. 13 июля 1944 года при освобождении деревни Высокое под сильным противодействием врага первым преодолел проволочное заграждение и ворвался в траншею противника.
Приказом командира 397-й стрелковой дивизии от 29 августа 1944 года за мужество, проявленное в боях с врагом, ефрейтор Крофто награждён орденом Славы 3-й степени.
При прорыве глубоко-эшелонированной обороны врага близ устья реки Пилица в ночь на 14 января 1945 года командир сапёрного отделения того же полка ефрейтор Крофто успешно провёл со своими бойцами инженерную разведку переднего края противника и проделал два прохода в его проволочных заграждениях, через которые провёл затем стрелковые подразделения.
Приказом по 61-й армии от 21 марта 1945 года ефрейтор Крофто награждён орденом Славы 2-й степени.
При форсировании реки Одер около населённого пункта Хоэн-Вутцов 17 апреля 1945 года младший сержант Крофто под огнём противника совершил восемь рейсов на пароме, переправив со своим расчётом около роты бойцов с полным снаряжением. Когда вражеским снарядом была разбита одна из лодок, прыгнув в холодную воду, вытащил несколько бойцов.
Указом Президиума Верховного Совета СССР от 15 мая 1946 года за мужество, отвагу и героизм, проявленные в борьбе с захватчиками, младший сержант Крофто Николай Савельевич награждён орденом Славы 1-й степени.
В 1946 году старший сержант Крофто демобилизован. Жил в родном селе, работал трактористом в колхозе.
Награждён орденами Славы 1-й, 2-й и 3-й степени, Отечественной войны 1-й степени, медалями.
Умер 6 июля 1994 года.